# Шиманский, Пётр Павел
Пётр Па́вел Шима́нский, полное имя Пётр Павел Бениамин (пол.  Piotr Paweł Szymański OFM Cap, 18 июля 1793 года, Варшава — 15 января 1868 года) — католический прелат, епископ Янува-Подляского с 18 сентября 1856 года по 15 января 1868 год, член монашеского ордена капуцинов, генеральный комиссар польской провинции капуцинов.

## Биография
29 июня 1816 года Пётр Павел Шиманский был рукоположён в священника в монашеском ордене капуцинов.
18 сентября 1856 года Римский папа Пий IX назначил Петра Павла Шиманского епископом Янува-Подляского. 1 февраля 1857 года состоялось рукоположение Петра Павла Шиманского в епископа, которое совершил варшавский архиепископ Антоний Мельхиор Фиалковский в сослужении с вспомогательным архиепископом епархии Янува-Подляского и титулярным архиепископом Амизона Юзефом Тваровским и епископом Августова Константы Иренеушем Лубенским.
22с мая 1867 года после Польского восстания 1863 года деятельность епархии Янува-Подляского была запрещена российским императором Александром II и Пётр Павел Шиманский был сослан в монастырь капуцинов, находившийся в городе Ломжа, где он скончался 15 января 1868 года.